# 神灵洞
神灵洞是位于泰国夜丰颂府邦玛帕县的一个山洞。

## 历史
1966年，美国人类学家、考古学家切斯特·戈尔曼在神灵洞里发掘了距今约12,000至7,000年的和平史前文化遗址。